# Pelastoneurus pusillus
Pelastoneurus pusillus är en tvåvingeart som först beskrevs av Macquart 1846.  Pelastoneurus pusillus ingår i släktet Pelastoneurus och familjen styltflugor. Inga underarter finns listade i Catalogue of Life.